# François Crouzet
François Crouzet (Monts-sur-Guesnes, 20 ottobre 1922 – Châtenay-Malabry, 20 marzo 2010) è stato uno storico francese, specialista della storia della Gran Bretagna..
Ha dato prova delle sue doti di storico sin dal momento della pubblicazione nel 1958 della sua tesi di dottorato L'économie britannique et le Blocus Continental 1806-1813. Il carattere innovativo di quest'opera si è poi riproposto anche nei suoi lavori dedicati alla storia economica francese. 
Professore all'università della Sorbona dal 1970 al 1992 egli ha continuato a scrivere indefessamente sino all'anno della sua morte pubblicando l'anno precedente La guerre économique franco-anglaise au XVIIIe siècle e un suo libro di memorie.

## Biografia

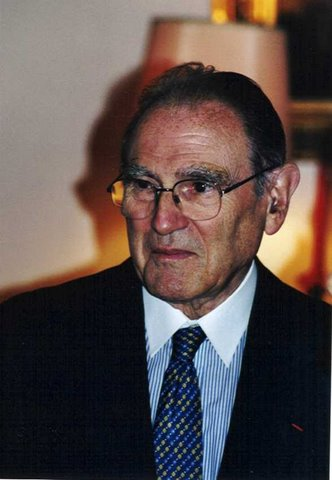
François Crouzet

Crouzet era figlio di Maurice Crouzet, storico e ispettore della scuola secondaria. Frequentò il Liceo Hoche a Versailles e concluse il suo corso di studi alla Facoltà di lettere di Parigi nel 1945.
Si sposò con Françoise Dabert, nipote dello storico Henri Hauser. Divenne così padre di tre bambini, Marie-Anne Dalem, e Denis Crouzet, che diverranno due storici, e Joël Crouzet, che sarà un biologo molecolare.
Professore nel Liceo di Beauvais soggiornò poi in Inghilterra dal 1946 al 1949 grazie ad una borsa di studio ottenuta dalla Direzione Generale delle relazioni culturali poi come incaricato del Centro nazionale della ricerca scientifica per la preparazione di una tesi di dottorato.
Assistente di storia contemporanea alla Sorbona dal 1949 al 1953, professore nel Liceo Janson-de-Sailly, dal 1953 al 1956, fu incaricato di redigere le prolusioni per l'Istituto di studi politici di Parigi. Crouzet sostenne la sua tesi di dottorato su L'économie britannique et le Blocus Continental nel marzo del 1956 valutato con lode della commissione di laurea.
Fu in seguito professore incaricato per l'insegnamento di storia moderna e contemporanea e poi come professore non di ruolo presso la facoltà di lettere di Bordeaux dal 1956 al 1958, Fu infine nominato docente di ruolo presso la facoltà di Lettere e Scienze umane di Lilla (1958-1964).
Nominato professore di Storia economica e sociale presso la Facoltà di Lettere e Scienze umane di Nanterre, diresse il dipartimento di storia dal 1964 al 1969. A partire da quest'ultimo anno Crouzet divenne professore di storia dell'Europa del Nord presso l'Università di Parigi (1970-1992). Diresse il Centro di ricerca sulla civiltà dell'Europa moderna dal 1992 sino all'anno della sua morte nel 2010.
La carriera accademica di François Crouzet ha avuto un carattere internazionale con l'insegnamento in illustri Università estere. È stato professore associato nell'Università di Columbia, New York, presso l'Università della California a Berkeley, all'Università Harvard, all'Università della Virginia. A tempo parziale ha insegnato presso l'Università di Ginevra nella cattedra di Scienze economiche e sociali. Ha pronunciato conferenze e tenuto seminari in numerose università europee, in America del Nord, in Giappone, in Brasile, in Israele e Russia.  

## Opere
- L'économie du Commonwealth, Paris, 1950, 128 p.
- L'économie britannique et le Blocus Continental, 1806-181.3, Paris, 1958, 2 vols., 949 p. Réédition, avec introduction pour mise à jour, Paris, 1987, CXIV-949 p.
- Capital Formation in the Industrial Revolution, Londres, 1972, 261 p.
- Le conflit de Chypre. 1946-1959, Bruxelles, 1973, 2 vols., 1187 p.
- L'économie de la Grande-Bretagne victorienne, Paris, 1978, 370 p., rééd., 2009. Traduction anglaise: The Victorian Economy, Londres, 1982, 430 p., rééd. 2005
- The First Industrialists. The Problem of Origins, Cambridge, 1985, rééd. 2208
- De la supériorité de l'Angleterre sur la France. L'économique et l'imaginaire, XVIIe-XXe siècle, Paris, 1985, 596 p. Edition anglaise: Britain Ascendant: Comparative Studies in Franco-British Economic History, Cambridge, 1990, 514 p.
- La grande inflation : La monnaie française de Louis XVI à Napoléon, Paris, 1993, 602 p.
- Histoire de l'économie européenne, 1000-2000, Paris, Albin Michel, 2000, traduit A history of the European Economy, 1000-20000, Charlottesville et Londres, University of Virginia Press, 2001
- L'Angleterre et le monde XVIIIe-XXe siècle. L'histoire entre l'économique et l'imaginaire, Hommage à François Crouzet, Katia de Queiros Mattoso éd., Paris, 1999
- L'économie française du XVIIIe au XIXe siècle. Perspectives nationales et internationales. Mélanges offerts à François Crouzet, Jean-Pierre Poussou éd., Paris, PUPS, 2000
- La guerre économique franco-anglaise au XVIIIe siècle, Paris, Fayard, 2008
- Britain, France, and International Commerce. From Louis XIV to Victoria, Aldershot, 1996
- Histoire de l'économie, Paris, Albin Michel, 2010

## Premi
- Membro corrispondente della British Academy (1973).
- Membro dell'Academia Europæa.
- Premio Guizot de l'Académie française (2001).